# Edgar Colmenares del Valle
Edgar Colmenares del Valle (San Fernando de Apure, 31 de diciembre de 1942) es un escritor y lexicógrafo venezolano que ejerció la docencia en la educación media y superior durante varios años. Profesor Titular de la Universidad Central de Venezuela (UCV) y la Universidad Pedagógica Experimental Libertador (UPEL) de Caracas. Ha dictado conferencias en diferentes países y ha colaborado con otras universidades venezolanas como Profesor de Posgrado en las áreas de Semántica, Lexicografía y Metodología de la Investigación. Ha publicado varios libros. Su primera publicación fue el Léxico del béisbol en Venezuela (1977). A este trabajo le siguieron diferentes estudios lexicográficos, metalexicográficos, etimológicos y semánticos. También ha incursionado en los campos de la narrativa y la poesía.

## Biografía
Es Doctor en Ciencias Sociales egresado de la Universidad Central de Venezuela (UCV). También es egresado del Instituto Pedagógico de Caracas (IPC) como Profesor de Castellano, Literatura y Latín y de la misma Universidad Central de Venezuela como Licenciado en Letras. En ambas instituciones se desempeñó como docente e investigador en las áreas de Lengua, Literatura y Análisis Literario. Además, es Magíster en Letras, Mención Lingüística (UCV) y en Literatura Hispanoamericana (Universidad Pedagógica Experimental Libertador, UPEL). En varias universidades nacionales y en las de Río Piedras (Puerto Rico) y Campinas (Brasil), ha hecho diferentes cursos de especialización en Lexicología, Lexicografía, Semántica y Dialectología hispánica. Como lexicógrafo tiene una vasta experiencia en el análisis del léxico de uso venezolano y es un estudioso de los problemas relacionados con la cultura llanera. Fue Director de la Escuela de Letras de la Universidad Central de Venezuela y Coordinador Académico de la Facultad de Humanidades y Educación de dicha Universidad. 
En él, según escribe su maestro y amigo Oscar Sambrano Urdaneta, se percibe como una virtud “el culto a sus raíces llaneras, que en nada le impide poseer una mente universal, y en cambio le sirve de soporte telúrico, firme y saudoso, para empinarse y mirar más allá de los dilatados horizontes de su tierra natal”. En sus trabajos, prosigue Sambrano Urdaneta, se observa “el respaldo teórico del estudioso que se respeta a sí mismo y que procura informarse de cuanto puede sobre el tema con el que está comprometido. Síguese la pulcritud en el manejo de la lengua especializada con la que expresa sus ideas, palabra clara, con la sencillez, gracia y levedad que son los frutos del esmero con que vigila su escritura”. De esta última afirmación dan cuenta sus cinco títulos universitarios y sus cursos de especialización con los profesores Kurt Baldinger, Gunther Häensch, Manuel Álvarez Nazario, Heles Contreras, Nelson Rossi, Derek Bickerton, John Lipski y Rodolfo Cerrón Palomino, entre otros.
El 30 de mayo del año 2005, la Academia Venezolana de la Lengua lo eligió Individuo de Número para ocupar el sillón “Y” que quedó vacante por la muerte de Don Pedro Grases. Se incorporó a dicha Corporación el 31 de octubre de ese mismo año en un acto solemne donde leyó un texto interactivo titulado “Historia de vida” que fue contestado por el académico Profesor Manuel Bermúdez. En dicho texto, además de relatar algunas fases de su vida profesional y privada, el Dr. Colmenares del Valle hizo un análisis metalexicográfico de los principales diccionarios del español y de los sentidos etimológico, semántico y filosófico de la letra ye. Culminó su discurso con un estudio de los sistemas utilizados por los diferentes diccionarios para definir y con la proposición de que la definición debe entenderse y considerarse como una entidad semiótica, antes que metalingüística, y, en consecuencia, en cada estudio lexicográfico, debe ser estructurada desde tres niveles: el sintáctico, el semántico y el pragmático.
Ya jubilado como Profesor Titular de la UPEL y de la UCV, se desempeñó como Coordinador de los Estudios Bellistas y Lingüísticos en La Casa Nacional de las Letras Andrés Bello. En esta Institución fundó y dirigió la Cátedra Andrés Bello que, simultáneamente con el análisis del pensamiento gramatical y de la obra de Andrés Bello, se dedica al estudio de las características y peculiaridades del español de Venezuela en el contexto panhispánico. A través de esta Cátedra, con el aval y la acreditación académica de la Universidad Católica Andrés Bello, el Dr. Colmenares del Valle organizó y dirigió el Programa de Estudios Avanzados en Lexicografía, el primero en su género con rango universitario en nuestro país. De este Postgrado, cuyo objeto es formar lexicógrafos, es decir, especialistas en hacer diccionarios y en el estudio del léxico de la lengua española, con énfasis en el léxico de uso venezolano, egresaron dos promociones. También, con el aval académico y administrativo de la Universidad Nacional Experimental del Yaracuy (UNEY) y la Casa  Nacional de las Letras Andrés Bello, creó y dirigió el Diplomado “Gilberto Antolínez” con el propósito de formar los Cronistas llamados a preservar la memoria de cada uno de los municipios del territorio venezolano. Se mantuvo al frente de este programa de estudios hasta el día en que las autoridades de la UNEY fueron arbitrariamente removidas. Los egresados de estos dos Programas son los primeros lexicógrafos y cronistas formados en una Universidad venezolana.
Para la Casa de las Letras Andrés Bello, el Dr. Colmenares del Valle también produjo y animó, con Luis Alberto Crespo, el Programa radial “Lectura de Venezuela” que se trasmitió durante diez años consecutivos por el Canal Clásico de Radio Nacional de Venezuela, 91.1 F. M. A través de este programa, él puso en práctica sus amplios conocimientos sobre la música popular venezolana, en particular sobre la música llanera y sus intérpretes. Durante este lapso, produjo dos CDs con dos artistas populares autodidactas. El primero, de música llanera instrumental, con el maestro arpista Jacobo Gutiérrez y el segundo, de canciones latinoamericanas, con el cantor y músico José Rafael Rojas.
El Dr. Edgar Colmenares del Valle fue quien rescató la memoria y la obra de Antonio José Torrealba, un llanero legendario nativo de las sabanas de Cunaviche que sirvió como informante a Don Rómulo Gallegos para sus obras Doña Bárbara y Cantaclaro. Sobre Torrealba, el Dr. Colmenares hizo un estudio y editó, en seis tomos, el Diario de un llanero y, además, el relato Historia de Azabache o sea la historia de un caballo contada por él mismo junto con sus compañeros de trabajo. De acuerdo con este estudio, la participación de Torrealba en ambas novelas va más allá de un único y simple encuentro entre el novelista y su informante en las sabanas de La Candelaria en 1927.
Durante su larga trayectoria como docente, ha sido objeto de varios reconocimientos. Sus obras, sobre todo las relacionadas con la Semántica, la Etimología, la Lexicografía y la Metalexicografía, se utilizan como libros de textos en algunos postgrados universitarios. A propósito de su libro Con tres alemanes agua abajo por el Apure, el poeta,  narrador y periodista guariqueño Alberto Hernández escribió: “Édgar Colmenares del Valle se ha acostumbrado a regalarnos sorpresas: también ha escrito poesía y ficción en la que su tierra, la que no deja jamás fuera de su alcance físico y espiritual, aparece convertida en sueños, en imágenes, en personajes y en los nombres que lo persiguen benignamente”. Este mismo poeta también se ha referido a El espejo de la memoria con estas palabras: “Todo el llano respira en este libro, desde el comienzo hasta el dudoso final porque el Llano es eterno, terriblemente interminable. El mismo libro es una sabana donde habitan los seres que se esconden, los que vuelan a ras del agua o vigilan desde lo más alto del cielo en procura de un reptil o roedor desprevenidos. El Llano, temperatura y sueño, sobresalto y polvo peregrino”.

## Reconocimientos
- Medallas (Plata y Oro) "Alberto Smith". Instituto Pedagógico de Caracas.
- Orden "Ciudad de San Fernando". Alcaldía del Municipio Autónomo San Fernando, estado Apure.
- Orden "José María Vargas". Universidad Central de Venezuela.
- Premio Municipal “Humberto Febres Rodríguez” (Mención Ensayo) de la Alcaldía del Municipio Barinas, Estado Barinas (Venezuela) con el libro En el espejo de la memoria.
- Orden “Arturo Uslar Pietri”. Consejo Legislativo del estado Apure.

## Obras
Estudios léxicos, etimológicos y semánticos
- Léxico del béisbol en Venezuela. Caracas: Ediciones Centauro, 1977; 296 p.
- Designaciones de borracho en el habla venezolana. Caracas: Editorial Grano de Oro. 1989; 121 p.
- La Venezuela afásica del Diccionario académico. Caracas: Editorial Grano de Oro, 1991; 110 p.
- La Venezuela absurda del DRAE-92. Caracas: Fondo Editorial Humanidades, 2000; 168 p.
- De Apure, Achaguas y otras etimologías. Caracas: Casa Nacional de las Letras Andrés Bello, Cátedra Andrés Bello de Estudios Lingüísticos, 2002; 97 p.
- Los palabreísmos de José Vicente Abreu. Caracas: Universidad Pedagógica Experimental Libertador, 2002; 160 p.
- Una historia para picar. Caracas: Casa Nacional de las Letras Andrés Bello, Cátedra Andrés Bello de Estudios Lingüísticos, 2003; 149 p.
- La aventura lexicográfica del Quijote. Caracas: Caracas: Casa Nacional de las Letras Andrés Bello, Cuadernos de la Cátedra Andrés Bello, 2005; 57 p.
- Discurso de incorporación como individuo de número. Caracas: Academia Venezolana de la Lengua, 2005; 76 p.
- Etimología y semántica de Apure. San Fernando: Consejo legislativo del estado Apure, 2005; 47 p.
- Andrés Bello, una sola y magna patria, una sola y magna lengua. Caracas: Casa Nacional de las Letras Andrés Bello, 2006. (2ª edición: Caracas: Casa Nacional de las Letras Andrés Bello, 2011; 36 p.)

Narrativa
- "Cuento". En Revista Helios. N.º 6. Caracas, 1972; pp. 62-63. (Firmado: José L. Vicente).
- Los ojos de la Viuda. Caracas: Dirección de Cultura de la Universidad Central de Venezuela, Asociación Apureños en Caracas, 1993; 111 p.
- Cuenta de cuentos y biocuentos con descuentos mínimos. Caracas: Ediciones del Vicerrectorado Académico de la Universidad Central de Venezuela, 2005; 97 p.
- Crónica de un objeto sin sujeto y sin hipérbaton. Caracas: Academia Venezolana de la Lengua, 2013; 94 p.

Poesía
- Textos 50 Guion 70. Caracas: Academia Venezolana de la Lengua, 2012; 97 p.

Ensayo y crónica
- En el espejo de la memoria. Barinas: Alcaldía del Municipio Barinas, 2000; 95 p. (2ª edición: Barinas: Asociación de Escritores del estado Barinas, 2001; 86 p.)
- Con tres viajeros alemanes agua abajo por el Apure. Caracas: Makler, 2015; 355 p.

Bibliografías
- Lexicología y Lexicografía en Venezuela. Fuentes para su estudio. Caracas: La Casa de Bello, 1995; 336 p.
- Lexicología y Lexicografía en Venezuela. Adenda 95. Caracas: Ediciones Asociación Apureños en Caracas, 1996; 90 p.
- Lexicología y Lexicografía en Venezuela. Adenda 96. Caracas: Casa Nacional de las Letras Andrés Bello, Cátedra Andrés Bello de Estudios Lingüísticos, 2002; 159 p.

Ediciones
- Torrealba, Antonio José. Historia de Azabache o sea la historia de un caballo contada por él mismo junto con la de sus compañeros de trabajo. Caracas: Universidad Central de Venezuela, Gobernación del estado Apure, 1985; XXII, 101 p.
- Torrealba, Antonio José. Diario de un llanero. Caracas: Universidad Central de Venezuela, Gobernación del estado Apure, 1987. (Seis volúmenes).